# París-Roubaix 1913
La 18.ª edición de la París-Roubaix tuvo lugar el 23 de marzo de 1913 y fue ganada por el luxemburgués François Faber. Ésta es la única victoria luxeburguesa hasta la fecha. 

## Clasificación final
| Posición | Ciclista           | Equipo               | Tiempo       |
| -------- | ------------------ | -------------------- | ------------ |
| 1        | François Faber     | Peugeot-Wolber       | 7 h 30 min   |
| 2        | Charles Deruyter   | Peugeot-Wolber       | m.t.         |
| 3        | Charles Crupelandt | La Française         | m.t.         |
| 4        | Louis Mottiat      | Thomann-Soly         | m.t.         |
| 5        | Louis Luguet       | Peugeot-Wolber       | m.t.         |
| 6        | Joseph Van Daele   | JB Louvet            | m.t.         |
| 7        | Jules Masselis     | Alcyon-Soly          | m.t.         |
| 8        | Georges Passerieu  | Automoto-Continental | a 3 vueltas  |
| 9        | Auguste Benoit     | La Française         | a 3 min 30 s |
| 10       | André Blaise       | Armor-Soly           | a 7 min      |